# Ionuț Gheorghe
Ionuț Gheorghe (ur. 29 lutego 1984 w Konstancy) – rumuński bokser, brązowy medalista olimpijski z Aten.

## Kariera amatorska
W 2004 r. startował na igrzyskach olimpijskich w Atenach. Gheorghe w pierwszej rundzie turnieju pokonał przez nokaut, Pakistańczyka Faisala Karima, w drugiej rundzie, Mustafę Karagöllü, a w ćwierćfinale, Włocha Michele di Rocco. Rumun odpadł w półfinale, przegrywając ze złotym medalistą, Manusem Boonjumnongiem. W 2008 r. również startował na igrzyskach olimpijskich w tej samej kategorii wagowej. Gheorghe doszedł do drugiej rundy, gdzie pokonał go Morteza Sepahvand.
W 2006 r. zdobył brązowy medal na mistrzostwach Europy w Płowdiwie. W półfinale pokonał go brązowy medalista olimpijski z Aten i triumfator tego turnieju, Boris Georgiew.

## Walki olimpijskie 2004 – Ateny
1. (1. runda) Pokonał  Faisala Karima (26-11)
2. (2. runda) Pokonał  Mustafę Karagöllü (28-19).
3. (ćwierćfinał) Pokonał  Michele di Rocco (29-18)
4. (półfinał) Przegrał z  Manusem Boonjumnongiem (9:30), zdobywając brązowy medal.

## Walki olimpijskie 2008 – Pekin
1. (1. runda) Pokonał  Jonathana Gonzáleza (21-4)
2. (2. runda) Przegrana z  Mortezą Sepahvandem (4-8).